# Tetsuhiko Asai

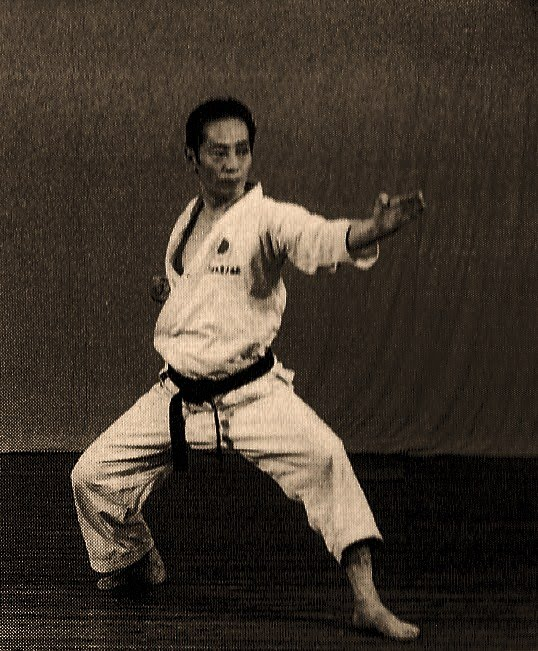

Asai Tetsuhiko (jap. 浅井 哲彦; * 7. Juni 1935 in der Präfektur Ehime; † 15. August 2006 in Tokio) war ein japanischer Meister des Shōtōkan-Karate-Dō und Träger des 9. Dan-Grades. Postum wurde ihm der 10. Dan von der Nihon Karate Shōtō Remmei verliehen.

## Lebensweg
Asai wurde als erster Sohn des Polizisten Asai Tsunehiko und seiner Frau Tsuneko in eine Familie mit fünf Söhnen und vier Töchtern geboren. Im Alter von 12 Jahren begann er mit dem Karate-Training in einem örtlichen Dōjō. In der High-School trat er in den Jūdō-Club der Schule ein und erreichte dort den 2. Dan.
In Tokio ging er auf die Takushoku-Universität und wurde Mitglied im dortigen Karate-Club, wo er unter anderem unter Funakoshi und Nakayama trainierte und sich durch seine Geschmeidigkeit und Agilität einen Namen machte. Nachdem er 1958 an der Takushoku-Universität graduiert hatte, wurde er auf Empfehlung Nakayamas in die Instructor-Klasse der JKA aufgenommen. Nach Abschluss der Ausbildung war er als Instruktor in Taiwan und Hawaii tätig, bevor er Technischer Direktor der JKA wurde. Diese Position hatte er bis zur Teilung 1990 inne.
2000 gründete er die Japan Karate Shōtōrenmei und die IJKA, deren Chefausbilder er bis zu seinem Tode war.
Zeit seines Lebens versuchte Asai sein eigenes Karate weiterzuentwickeln, was sich auch in der Vielzahl der von ihm geschaffenen Kata widerspiegelt, welche er neben den Standard-Kata des Shōtōkan lehrte. Des Weiteren führte er das Rollstuhlkarate ein.

## Veröffentlichungen
- Asai Tetsuhiko: Jitsugi Karatedō 1: Kihon-Kata (浅井哲彦 『実技空手道 第1巻 基本形』), Nichiei-Shuppan (日栄出版), 1978
- Asai Tetsuhiko: Jitsugi Karatedō 2: Sentei-Kata (浅井哲彦 『実技空手道 第2巻 選定形』), Nichiei-Shuppan (日栄出版), 1978
- Asai Tetsuhiko: Karatedō Jōkan (浅井哲彦 『空手道 上巻』), VHS, 1997
- Asai Tetsuhiko: Karatedō Gekan (浅井哲彦 『空手道 下巻』), VHS, 1997